# Evans Aneni
Evans Aneni (* 15. Februar 2001 in Uromi) ist ein nigerianischer Fußballspieler.

## Karriere
Evans Aneni erlernte das Fußballspielen in der Jugendmannschaft von YAK Sports in Nigeria sowie in den Jugendmannschaften der portugiesischen Vereine Sport Lisboa e Cartaxo und Leixões SC. Die Saison 2020/21 stand er in Portugal beim Águia FC Vimioso unter Vertrag. Mit dem Verein spielte er 17-mal in der vierten Liga. Im Juli 2021 kehrte er zu seinem Jugendverein Leixões zurück. Der Samut Prakan City FC, eine Zweitligist aus Thailand, nahm ihn im August 2022 unter Vertrag. Sein Debüt für den Verein aus Samut Prakan gab er am 20. August 2022 (2. Spieltag) im Auswärtsspiel gegen den Uthai Thani FC. Hier wurde er in der 82. Minute für Karn Jorates eingewechselt. Das Spiel endet 1:1. Nach 16 Zweitligaspielen wurde sein Vertrag nach der Hinrunde 2022/23 nicht verlängert.